# Elbweindörfer

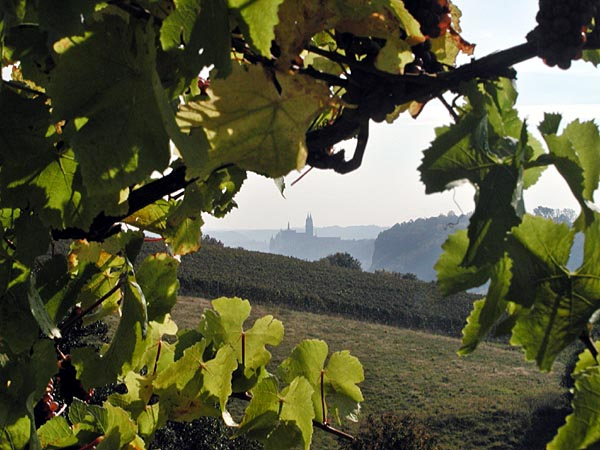
Blick von einem Weinberg bei Zadel auf die Silhouette von Meißen mit Dom und Albrechtsburg

Elbweindörfer ist die zusammenfassende Bezeichnung für mehrere an der Elbe gelegene Weinbaudörfer der Sächsischen Weinstraße nordwestlich von Meißen. Gemeinsam vermarkten sie sich als „Sachsens Riviera“ und liegen im Sächsischen Elbland.
Zu den Elbweindörfern werden Hirschstein, Winkwitz, die Diera-Zehrener Ortsteile Zadel, Golk, Löbsal, Zehren und Niederlommatzsch sowie die Nünchritzer Ortsteile Diesbar und Seußlitz (auch Diesbar-Seußlitz) gezählt.
Sehenswürdigkeiten sind das Schloss Hirschstein, die St.-Andreas-Kirche in Zadel, die von George Bähr erbaute Diesbar-Seußlitzer Barockkirche sowie das Barockschloss Seußlitz.
In Diesbar beginnt der Sächsische Weinwanderweg. In Zadel wird nachweislich seit 1218 Wein angebaut.